# ルチーア・クリザンティ
ルチーア・クリザンティ（Lucia Crisanti、女性、1986年3月16日 - ）は、イタリアの元バレーボール選手。ポジションはミドルブロッカー。元イタリア代表。

## 来歴
2009年、イタリア代表に初選出される。同年6月のモントルーバレーマスターズにて代表デビューし、銀メダルを獲得した。同年9月の欧州選手権では金メダルを獲得した。
2010年、ワールドグランプリで3位となった。同年10-11月開催の世界選手権に出場し、5位入賞となった。

## 球歴
- 世界選手権 - 2010年（5位）
- 欧州選手権 - 2009年（優勝）
- ワールドグランプリ - 2010年（3位）、2011年（7位）

## 受賞歴
- 2009年 2008/09欧州チャンピオンズリーグ　ベストサーバー賞
- 2010年 CEVカップ　ベストブロッカー賞

## 所属クラブ
- ペルージャ（2004-2009年）
- FVブスト・アルシーツィオ（2009-2011年）
- ウルビーノ（2011-2013年）
- LJ Volley（2013-2015年）
- Obiettivo Risarcimento Vicenza（2015-2016年）
- イモコ・コネリアーノ（2015-2016年）
- サヴィーノ・デルベーネ・スカンディッチ（2016-2017年）
- Canovi Coperture Sassuolo（2017-2018年）